# Frieda Stoppenbrink-Buchholz
Frieda Stoppenbrink-Buchholz (* 28. April 1897 in Breslau; † 25. März 1993 in Hamburg) war eine deutsche Hilfsschullehrerin, Heilpädagogin, Vertreterin der Jenaplan-Pädagogik in der Hilfsschule, Reformerin der Hilfsschulpädagogik. Mit ihrer Reformpädagogik demonstrierte sie ein alternatives Hilfsschulmodell, das das Kind und die Gemeinschaft in den Mittelpunkt stellte, nicht den Unterricht, das ferner das Kind in seiner Ganzheit sah, mit seiner ihm spezifischen Eigenart.

## Leben und Wirken
Klara Ida Frieda war das einzige Kind des Schriftgießers Adolf Buchholz und dessen Ehefrau Klara. In ihrer Heimatstadt besuchte sie die Volks- und Mädchenmittelschule, anschließend das Lyzeum und danach das Oberlyzeum. Nach einem weiteren Seminarjahr am Oberlyzeum erhielt Frieda Buchholz die Lehrbefähigung. Am 1. April 1917 trat sie in den Hamburger Schuldienst ein, um dann nach zwei Jahren als Hilfsschullehrerin in Bergdorf bei Hamburg zu arbeiten:

„Angeregt durch die intensive Beschäftigung mit den verschiedenen Strömungen der pädagogischen Reformbewegung machte sich Frieda Buchholz daran, mit viel Eifer, pädagogischem Geschick und großer Kompetenz, die Lernschule alten Stils hinter sich zu lassen. Dabei war das Bemühen um eine innovative Unterrichtspraxis auf engste verknüpft mit prinzipieller Infragestellung der Institution Hilfsschule.“

Zusätzlich zu ihrer Unterrichtstätigkeit studierte sie von 1919 bis 1925 Pädagogik, Psychologie und Philosophie an der Universität in Hamburg. Angeregt durch Peter Petersen versuchte sie Elemente des Jena-Plans in ihrer Hilfsschule einzuführen, den Gruppenunterricht und Gesprächskreis, die Gestaltung des gesamten Schullebens u. a. durch Fest und Feier. Schließlich promovierte sie 1939 bei Peter Petersen in Jena über ihre Erfahrungen mit dem Jena-Plan. Ihr Fazit:

„Auf Grund des halbjährlichen Versuchs kann festgestellt werden, daß die Idee des Jena-Plans auch da erfolgreich zum Erziehungs- und Unterrichtsprinzip gemacht werden darf, wo die pädagogische Arbeit an den Lehrer besondere Anforderungen stellt. Die unter dem Gesichtspunkte der Freimachung des Menschentums im Kinde erfolgte Auflockerung, die Einwirkungsmöglichkeit von Kind zu Kind als aktiver Faktor mitberücksichtigt, hat sich in der Hilfsschule zu erkennbaren Resultaten geführt. Es zeigten sich Ansätze für Kameradschaft und Gemeinschaftsgefühl, Arbeitsfreude fand natürlichen Antrieb, und Erstarkung der Selbständigkeit schuf aus Hilfsschülern bewußt in ihrer Umwelt stehende kleine Menschen mit leisem Gefühl für allgemeine Abhängigkeit und Verbundenheit von und miteinander. Der Jena-Plan hat sich auch in der Hilfsschule bewahrt.“

Ihre Dissertation – „Das brauchbare Hilfsschulkind – ein Normalkind“ –, die als erster Band der von Peter Petersen neu begonnenen Schriftenreihe „Neue Forschungen zur Erziehungswissenschaft“ erschien, wird in der einschlägigen Sekundärliteratur ambivalent bewertet. Hein Retter ist der Ansicht:

„Zweifellos stand diese Studie in völligen Gegensatz zur staatlichen Ausgrenzungspolitik und zur NS-Ideologie.“

Sieglind Ellger-Rüttgardt schreibt:

„Hier wurde nicht das Bild des erbkranken, minderwertigen Volksgenossen gezeichnet, sondern engagiert und voller Anteilnahme eine Lanze für jene Schüler gebrochen, die nach Auffassung von Frieda Buchholz vor allem durch ungünstige soziale Verhältnisse und das Versagen der allgemeinen Schule zu Hilfsschülern geworden waren.“

Und Robert Döpp ist der Ansicht:

„Jenseits der Frage nach der wissenschaftlichen Dignität ihrer Ergebnisse ist die Arbeit besonders deshalb interessant, weil sie sich mit dem Thema ‚Hilfsschule‘ auf im Sinne der ‚eugenischen‘ Bestrebungen des NS-Regimes ideologisch überaus relevanten Terrain bewegte. Dabei war es Anspruch von Stoppenbrink-Bucholz, die vorgestellten ‚brauchbaren Hilfsschulkinder‘ als ‚sehr wertvolle Menschen‘ zu zeigen und damit einer Charakterisierung durch ‚Begriffe wie Schwachsinn, Dummheit, Krankheit, Asozialität‘ entgegenzutreten… Letzten Endes blieb auch sie in der fatalen ‚Logik‘ ihrer Argumentation gefangen: Das ‚brauchbare Hilfsschulkind‘ ließ sich nur dadurch gegen den Vorwurf der Anormalität mit der drohenden Konsequenz der Zwangssterilisation verteidigen, dass seine prinzipielle ‚Brauchbarkeit‘ im Dienst der nationalsozialistischen ‚Volksgemeinschaft‘ behauptet wurde. Damit wurden aber zugleich ‚Brauchbarkeit‘ und ‚Normalität‘ als Maßstab der Beurteilung auch der ‚Schwachsinnigen‘ aufrechterhalten, dem diese keinesfalls gerecht wurden.“

Trotz stilistischer Anpassungsversuche ihrer Dissertation an den „neuen Zeitgeist“ forderte der Leiter des Hamburger Erbgesundheitsgerichts bei der Schulbehörde ihre Entlassung, „da sie sich offen gegen die geplante Sterilisation einer ehemaligen Schülerin ausgesprochen hatte und auch in ihrer Dissertation eine deutliche Ablehnung der NS-Behindertenpolitik erkennen ließ“ (Ellger-Rüttgardt 2008, S. 236).
Frieda Buchholz, die trotz mehrmaliger Aufforderungen nicht der NSDAP beigetreten war und bis zu ihrem Verbot Mitglied der SPD war (jedoch wurde sie 1935 Mitglied der NSV und 1937 des NSLBs), konnte 1941 in der Kinderlandverschickung untertauchen.
Nach dem Zusammenbruch der Nazi-Diktatur übernahm Frieda Stoppenbrink-Buchholz, die 1943 den Volksschulrektor Hermann Stoppenbrink heiratete, zuerst die kommissarische, später die Leitung der Bergedorfer Hilfsschule. 1947 wurde sie Dozentin am Pädagogischen Institut der Universität Hamburg. Sie setzte sich weiterhin für die Jenaplan-Pädagogik in der Hilfsschule ein, wobei sie mit großer Skepsis den Strukturwandel der Hilfsschule registrierte, der zu einer großen Aufnahmetoleranz gegenüber normalintelligenten jedoch erziehungsschwierigen Schulversagern geführt hatte. Diesbezüglich plädierte die Pädagogin für eine pädagogische Förderung dieser Kinder innerhalb der Regelschule – einer Regelschule allerdings, die nach Art des Jenaplans arbeitet. Dazu konstatierte Frieda Stoppenbrink-Buchholz:

„Das Problem der Unterforderung taucht auf, wohl das ernsteste Problem gegenwärtiger Hilfsschulpraxis... In dieser Notlage würde der Jena-Plan zunächst aufrufen zu einem dynamischen Schulaufbau... Die Volksschule könnte durch einen Förderklassenzug oder durch ein Kurssystem in der Art des Jena-Plans diese Kinder in ihrem Bereich halten. Das wäre die gerechteste Lösung. Volksschüler gehören nun einmal in die Volksschule, auch wenn sie Leistungsminderungen zeigen.“

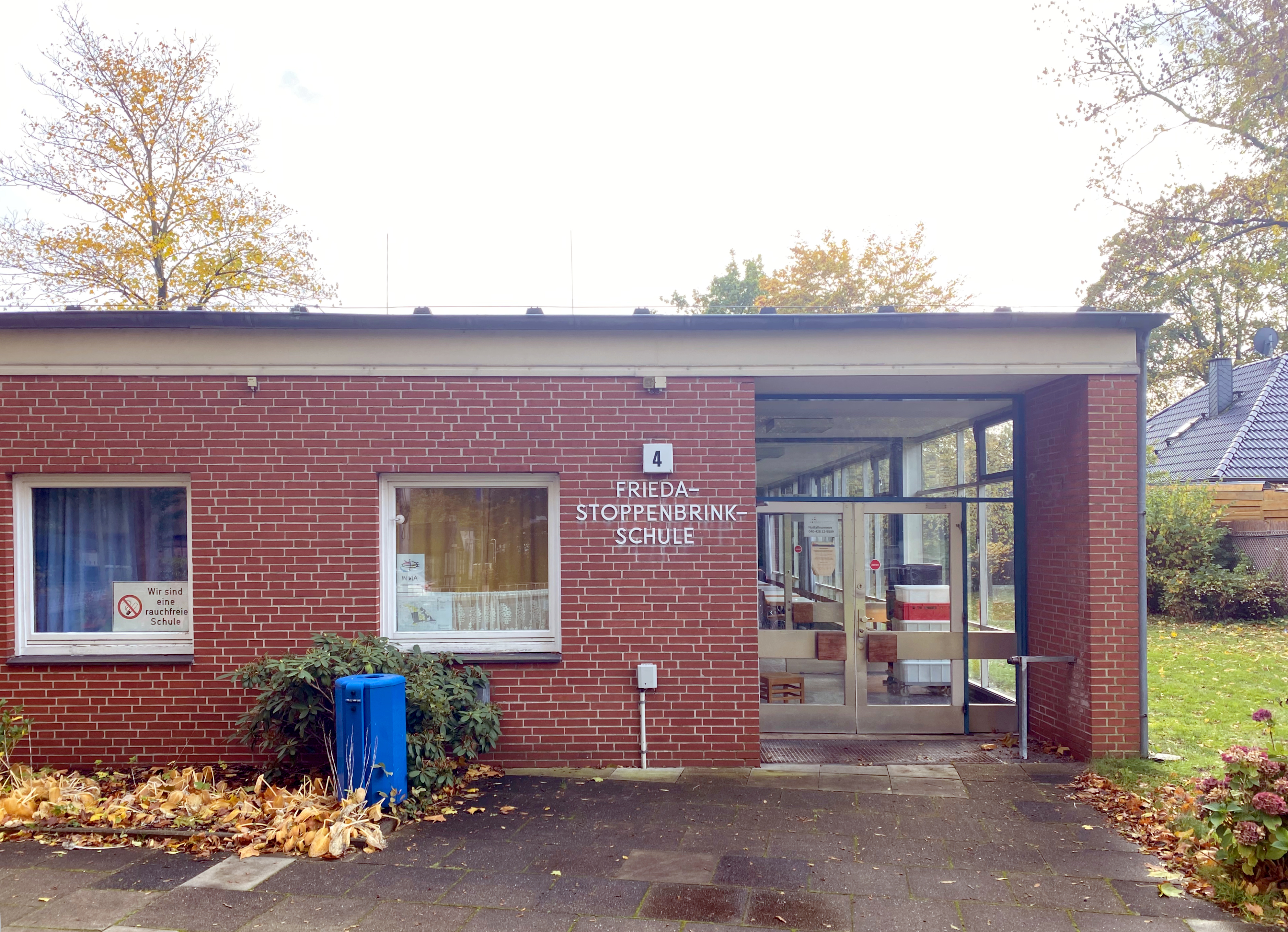
Eingang zur Frieda-Stoppenbrink-Schule in Hamburg-Neugraben-Fischbek (2021)

Anlässlich ihres 90. Geburtstages wurde eine Hamburger Förderschule nach ihr benannt. Ihre letzten Lebensjahre lebte sie sehr zurückgezogen und "weltentrückt" in ihrem Haus in Hamburg. 1993 verstorben, wurde sie auf dem Bergedorfer Friedhof beigesetzt.
Die Bedeutung der pädagogischen Erkenntnisse Frieda Stoppenbrink-Buchholz für die heutige Zeit fasst Sieglind Ellger-Rüttgardt wie folgt zusammen:

„Ihre Verknüpfung von pädagogischem und politischem Denken und Handeln sowie ihre kritische Haltung gegenüber einer eigenständigen Hilfsschule - gepaart mit reformpädagogischen Zielvorstellungen - repräsentieren jene verschütteten Traditionen der Pädagogik, die mit Fug und Recht als Vorläufer der gegenwärtigen 'Integrationspädagogik' gelten können. Ihre... Klassifizierung der Hilfsschule als einer 'Notlösung', ihr Betonen von schulorganisatorischen und sozialen Faktoren als primäre Ursachen für das Scheitern von Kindern in der Regelschule, die Praktizierung veränderter Unterrichtsformen, die heute mit dem Schlagwort des 'offenen Unterrichts' belegt werden - all das sind Belege für die 'Modernität' der von ihr vertretenen schulpädagogischen Konzeption für schulleistungsschwache Schüler, die seit den 70er Jahren auch in der Sonderpädagogik neu 'entdeckt' wurden.“

## Werke (Auswahl)
- Versuch einer kritischen Betrachtung des Montessori-Systems. In: Zeitschrift für Pädagogische Psychologie, experimentelle Pädagogik und jugendkundliche Forschung. 1925/H. 10, S. 442 ff.
- Die erziehliche Bedeutung des Schullandheims für Hilfsschulkinder. In: Die Hilfsschule. 1931, S. 485 ff.
- Den tyske Hjaelpeskoles betydning i den nye stat. In: Hjälpskolan. 1937/H. 1, S. 31 ff.
- Das brauchbare Hilfsschulkind – ein Normalkind. Weimar 1939.
- Bunte Bilder für Schule, Haus und Kindergarten. Arbeitsmittelmappe, Hannover 1952.
- Gedanken und Vorschläge zur Verwendung des Arbeitsmittels Bunte Bilder für Schule, Haus und Kindergarten als Begleitschrift zur Arbeitsmittelmappe. Hannover 1955.
- Frühes Erkennen und Sonderbetreuung debiler Kinder. In: Georg Geißler, Hans Wenke (Hrsg.): Erziehung und Schule in Theorie und Praxis. Weinheim 1960, S. 312 ff.
- Jenaplan und Hilfsschule. In: Hans Mieskens (Hrsg.): Jenaplan. Aufruf und Antwort. Oberursel 1965, S. 227 ff.
- Beitrag zur unterrichtlichen Führung des geistig behinderten Kindes. In: Zeitschrift für Heilpädagogik. 1966/17. Jhg., S. 187 ff.
- Deutschunterricht in der Hilfsschule (So-Sch für Lernbehinderte). In: Gerhard Hesse, Hermann Wegener (Hrsg.): Enzyklopädisches Handbuch der Sonderpädagogik und ihrer Grenzgebiete. Berlin 1969, Sp. 488 ff.
- Gruppenunterricht in der Hilfsschule (So-Sch für Lernbehinderte). In: Gerhard Hesse, Hermann Wegener (Hrsg.): Enzyklopädisches Handbuch der Sonderpädagogik und ihrer Grenzgebiete. Bd. 1, Berlin 1969, Sp. 1210 ff.
- Jena-Plan und Hilfsschule (So-Sch für Lernbehinderte). In: Gerhard Hesse, Hermann Wegener (Hrsg.): Enzyklopädisches Handbuch der Sonderpädagogik und ihrer Grenzgebiete. Bd. 1, Berlin 1969, Sp. 1563 ff.